# 제진언집 목판
제진언집 목판(諸眞言集木板)은 대한민국 강원특별자치도 속초시 설악동, 신흥사에 있는 경판이다. 1971년 12월 16일 강원특별자치도의 유형문화재 제15호 신흥사경판으로 지정되었다가, 2019년 3월 6일 대한민국의 보물 제2014호로 승격되었다.

## 개요
설악산 신흥사에 소장되어 있는 경판은 불경을 찍어 내던 각판(刻板)으로, 나무 판에 도장 새기듯 불경을 새긴 것이다.
경판은 '불설대보부모은중경(佛說大報父母恩重經)'을 비롯하여 법화경(法華經) 경판 일부, 다라니경 경판 일부와 기타 흩어져 있는 몇 매의 경판 등 모두 280매가 소장되어 있다.
이 가운데 '불설대보부모은중경'은 3·4쪽과 13·14쪽의 경판 두 장이 빠져 있고, 한문 원문에 한글 번역문까지 함께 싣고 있으며 중요한 부분은 그림까지 그려 넣었다. 이 경판 끝 장에 '순치(順治) 15년 강원도 양양부 설악산 신흥사 개간(開刊)'이라는 연기가 있으니 조선 효종 9년(1658)에 간행했던 것이다.

## 보물 지정 사유
'제진언집 목판'은 1658년(효종 9) 강원도 신흥사에서 개판한 목판으로, 『불정심다라니경(佛頂心陀羅尼經)』, 『제진언집목록(諸眞言集目錄)』, 『진언집(眞言集)』등 3편으로 구성되었다. 목판 말미에 “順治十五年戊戌(1658), 六月下澣日, 江原道襄陽都護府地, 雪岳山神興寺, 重刊”이라는 간행기(刊行記)를 통해 신흥사에서 중간(重刊)한 목판임을 알 수 있다. 처음 판각은 1569년(선조 2)에 안심사(安心寺)에서 이루어졌으나 안심사본 목판은 현재 전하지 않고 있으므로 신흥사 중간 목판이 국내에서 가장 오래된 판본에 해당한다.
한글, 한자, 범어(梵語)가 함께 기록된 희귀한 사례에 속하며 16～17세기 언어학 및 불교사 연구에 도움이 되는 자료이다. 또한 신흥사가 동해안 연안과 가까이 인접해 있어 수륙재(水陸齋) 등과 관련된 불교의례가 빈번하게 시행된 사실을 감안할 때 강원도 지역의 신앙적 특수성과 지리․문화적인 성격, 그리고 지역 불교의 흐름을 살펴 볼 수 있는 원천자료라는 점에서 의의가 크다.

## 문화재 반환
2019년 3월 26일 한국전쟁 당시 국외로 반출되었던 신흥사 경판 1점이 당시 경판을 국외로 반출했던 미군 퇴역 장병에 의해 한국으로 반환되었다.

## 같이 보기
- 신흥사

## 참고 자료
- 제진언집 목판 - 국가유산청 국가유산포털